# Michael Søgaard
Michael Skals Søgaard  (* 4. Februar 1969 in Sønderborg) ist ein ehemaliger dänischer Badmintonspieler.

## Karriere
Michael Søgaard war über ein Jahrzehnt lang eine der herausragenden Persönlichkeiten im Badminton weltweit. Er war ein ausgesprochener Mixed- und Doppelspezialist – in diesen Disziplinen errang er alle seine großen Erfolge. Ganz vornan stehen drei Bronzemedaillengewinne bei Weltmeisterschaften und vier Europameistertitel begleitet von mehreren Dutzend Siegen bei Open Championships und Podestplätzen bei allen internationalen Großveranstaltungen. Bei Olympia startete er 1996 und 2000 sowohl im Herrendoppel als auch im Mixed und erreichte dort 2000 mit Platz 4 im Mixed seine beste Platzierung.

## Erfolge
| Saison    | Veranstaltung                                    | Disziplin    | Platz | Name                                                               |
| --------- | ------------------------------------------------ | ------------ | ----- | ------------------------------------------------------------------ |
| 1984/1985 | Dänemark: Einzelmeisterschaften der Junioren U17 | Herrendoppel | 1     | Peter R. Jensen, Skagen / Michael Søgaard, Herning                 |
| 1986/1987 | Dänemark: Einzelmeisterschaften der Junioren U19 | Herreneinzel | 1     | Michael Søgaard, Herning                                           |
| 1987      | Nordische Juniorenmeisterschaften                | Herreneinzel | 1     | Michael Søgaard                                                    |
| 1987      | Nordische Juniorenmeisterschaften                | Herrendoppel | 1     | Michael Søgaard / Jens Maibom                                      |
| 1987      | Europameisterschaft der Junioren                 | Herreneinzel | 2     | Michael Søgaard                                                    |
| 1987      | Europameisterschaft der Junioren                 | Herrendoppel | 1     | Michael Søgaard / Jens Maibom                                      |
| 1987      | Norwegen: Internationale Meisterschaften         | Herreneinzel | 1     | Michael Søgaard                                                    |
| 1990      | Malta: Internationale Meisterschaften            | Herrendoppel | 1     | Michael Søgaard / Martin Skovgaard                                 |
| 1992      | Norwegen: Internationale Meisterschaften         | Herrendoppel | 1     | Martin Lundgaard Hansen / Michael Søgaard                          |
| 1993      | Malaysian Open                                   | Mixed        | 1     | Michael Søgaard / Gillian Gowers                                   |
| 1993/1994 | Dänemark: Einzelmeisterschaften                  | Herrendoppel | 1     | Jon Holst-Christensen, Lillerød / Michael Søgaard, Kastrup-Magleby |
| 1994      | Europameisterschaft                              | Mixed        | 1     | Michael Søgaard / Catrine Bengtsson                                |
| 1995      | Nordische Meisterschaften                        | Herrendoppel | 1     | Michael Søgaard / Henrik Svarrer                                   |
| 1995      | Nordische Meisterschaften                        | Mixed        | 1     | Michael Søgaard / Rikke Olsen                                      |
| 1995      | Copenhagen Masters                               | Herrendoppel | 1     | Henrik Svarrer / Michael Søgaard                                   |
| 1995      | Swiss Open                                       | Herrendoppel | 3     | Michael Søgaard / Henrik Svarrer                                   |
| 1996      | Europameisterschaft                              | Herrendoppel | 2     | Michael Søgaard / Henrik Svarrer                                   |
| 1996      | Europameisterschaft                              | Mixed        | 1     | Michael Søgaard / Rikke Olsen                                      |
| 1996      | Swiss Open                                       | Mixed        | 3     | Michael Søgaard / Rikke Olsen                                      |
| 1996/1997 | Dänemark: Internationale Meisterschaften         | Mixed        | 1     | Michael Søgaard / Rikke Olsen                                      |
| 1996/1997 | Deutschland: Internationale Meisterschaften      | Mixed        | 2     | Michael Søgaard / Rikke Olsen                                      |
| 1996/1997 | Dänemark: Einzelmeisterschaften                  | Herrendoppel | 1     | Jon Holst-Christensen, Lillerød / Michael Søgaard, Kastrup-Magleby |
| 1997      | Thailand Open                                    | Mixed        | 1     | Michael Søgaard / Rikke Olsen                                      |
| 1997      | All England                                      | Herrendoppel | 2     | Jon Holst-Christensen / Michael Søgaard                            |
| 1997      | Weltmeisterschaft                                | Mixed        | 3     | Michael Søgaard / Rikke Olsen                                      |
| 1997      | Russland: Internationale Meisterschaften         | Herrendoppel | 1     | Jon Holst-Christensen / Michael Søgaard                            |
| 1997      | Japan Open                                       | Mixed        | 3     | Michael Søgaard / Rikke Olsen                                      |
| 1997      | Taiwan Open                                      | Mixed        | 3     | Michael Søgaard / Rikke Olsen                                      |
| 1997/1998 | Dänemark: Einzelmeisterschaften                  | Herrendoppel | 1     | Jon Holst-Christensen, Lillerød / Michael Søgaard, Kastrup-Magleby |
| 1997/1998 | Dänemark: Internationale Meisterschaften         | Herrendoppel | 1     | Jon Holst-Christensen / Michael Søgaard                            |
| 1997/1998 | Dänemark: Internationale Meisterschaften         | Mixed        | 2     | Michael Søgaard / Rikke Olsen                                      |
| 1997/1998 | Dänemark: Einzelmeisterschaften                  | Mixed        | 1     | Michael Søgaard / Rikke Olsen, Kastrup-Magleby                     |
| 1998      | Brunei Open                                      | Mixed        | 2     | Michael Søgaard / Rikke Olsen                                      |
| 1998      | Swiss Open                                       | Mixed        | 1     | Michael Søgaard / Rikke Olsen                                      |
| 1998      | Brunei Open                                      | Herrendoppel | 2     | Michael Sogaard / Denny Kantono                                    |
| 1998      | All England                                      | Mixed        | 2     | Michael Søgaard / Rikke Olsen                                      |
| 1998      | Indonesian Open                                  | Mixed        | 2     | Michael Søgaard / Rikke Olsen                                      |
| 1998      | Japan Open                                       | Mixed        | 3     | Michael Søgaard / Rikke Olsen                                      |
| 1998      | Hong Kong Open                                   | Mixed        | 1     | Michael Søgaard / Rikke Olsen                                      |
| 1998      | Europameisterschaft                              | Mixed        | 1     | Michael Søgaard / Rikke Olsen                                      |
| 1998/1999 | Dänemark: Einzelmeisterschaften                  | Mixed        | 1     | Michael Søgaard / Rikke Olsen, Kastrup-Magleby                     |
| 1998/1999 | Dänemark: Internationale Meisterschaften         | Mixed        | 2     | Michael Søgaard / Rikke Olsen                                      |
| 1999      | All England                                      | Mixed        | 3     | Michael Søgaard / Rikke Olsen                                      |
| 1999      | Indonesian Open                                  | Herrendoppel | 3     | Michael Søgaard / Jim Laugesen                                     |
| 1999      | Swiss Open                                       | Herrendoppel | 2     | Jim Laugesen / Michael Søgaard                                     |
| 1999      | Thailand Open                                    | Herrendoppel | 2     | Michael Søgaard / Jim Laugensen                                    |
| 1999      | Weltmeisterschaft                                | Mixed        | 3     | Michael Søgaard / Rikke Olsen                                      |
| 1999      | Swiss Open                                       | Mixed        | 2     | Michael Søgaard / Rikke Olsen                                      |
| 1999      | Indonesian Open                                  | Mixed        | 3     | Michael Søgaard / Rikke Olsen                                      |
| 1999      | Malaysian Open                                   | Mixed        | 1     | Michael Søgaard / Rikke Olsen                                      |
| 1999      | Thailand Open                                    | Mixed        | 2     | Michael Søgaard / Rikke Olsen                                      |
| 1999/2000 | Dänemark: Einzelmeisterschaften                  | Mixed        | 1     | Michael Søgaard / Rikke Olsen, Kastrup Magleby                     |
| 1999/2000 | Dänemark: Einzelmeisterschaften                  | Herrendoppel | 1     | Jim Laugesen, Gentofte / Michael Søgaard, Kastrup Magleby          |
| 1999/2000 | Deutschland: Internationale Meisterschaften      | Herrendoppel | 1     | Michael Søgaard / Jim Laugesen                                     |
| 1999/2000 | Dänemark: Internationale Meisterschaften         | Herrendoppel | 2     | Jim Laugesen / Michael Søgaard                                     |
| 2000      | Bitburger Open                                   | Herrendoppel | 1     | Michael Søgaard / Joachim Fischer Nielsen                          |
| 2000      | Indonesian Open                                  | Mixed        | 2     | Michael Søgaard / Rikke Olsen                                      |
| 2000      | Taiwan Open                                      | Mixed        | 1     | Michael Søgaard / Rikke Olsen                                      |
| 2000      | Europameisterschaft                              | Mixed        | 1     | Michael Søgaard / Rikke Olsen                                      |
| 2000/2001 | Dänemark: Internationale Meisterschaften         | Mixed        | 1     | Michael Søgaard / Rikke Olsen                                      |
| 2000/2001 | Dänemark: Einzelmeisterschaften                  | Mixed        | 1     | Michael Søgaard / Rikke Olsen, Kastrup Magleby                     |
| 2000/2001 | Deutschland: Internationale Meisterschaften      | Mixed        | 1     | Michael Søgaard / Rikke Olsen                                      |
| 2000/2001 | Deutschland: Internationale Meisterschaften      | Herrendoppel | 1     | Michael Søgaard / Jim Laugesen                                     |
| 2001      | Swiss Open                                       | Herrendoppel | 1     | Michael Søgaard / Jim Laugesen                                     |
| 2001      | China: Internationale Meisterschaften            | Mixed        | 2     | Rikke Olsen / Michael Søgaard                                      |
| 2001      | All England                                      | Mixed        | 2     | Michael Søgaard / Rikke Olsen                                      |
| 2001      | Swiss Open                                       | Mixed        | 2     | Michael Søgaard / Rikke Olsen                                      |
| 2001      | Bitburger Open                                   | Herrendoppel | 1     | Michael Søgaard / Michael Lamp                                     |
| 2001      | Weltmeisterschaft                                | Mixed        | 3     | Michael Søgaard / Rikke Olsen                                      |
| 2001/2002 | Dänemark: Einzelmeisterschaften                  | Mixed        | 1     | Michael Søgaard / Rikke Olsen, KMB                                 |
| 2001/2002 | Deutschland: Internationale Meisterschaften      | Mixed        | 1     | Michael Søgaard / Rikke Olsen                                      |
| 2002      | All England                                      | Mixed        | 3     | Michael Søgaard / Rikke Olsen                                      |
| 2002/2003 | Dänemark: Einzelmeisterschaften                  | Herrendoppel | 1     | Jim Laugesen, Gentofte / Michael Søgaard, KMB                      |
| 2003      | Portugal International                           | Herrendoppel | 1     | Jim Laugesen / Michael Søgaard                                     |